# اقتصاد الهبات
اقتصاد العطاء أو اقتصاد الهبة (بالإنجليزية: Gift Economy)‏ هي وسيلة للتبادل لا يتم فيها تداول السلع الثمينة أو بيعها، بل منحها دون اتفاق صريح للحصول على مكافآت فورية أو مستقبلية. تحكم القواعد والعادات الاجتماعية في ثقافة المنح، إذ لا تعطى الهبات بالتبادل الصريح للسلع أو الخدمات مقابل المال، أو في بعض السلع أو الخدمات الأخرى. يتناقض ذلك مع اقتصاد المقايضة أو اقتصاد السوق، إذ يتم تبادل السلع والخدمات بشكل صريح للحصول على القيمة المستلمة.
تشكل طبيعة اقتصاد الهبات موضوع نقاش تأسيسي في الأنثروبولوجيا. بدأت الأبحاث الأنثروبولوجية بوصف برونيسوا مالينوفسكي لنظام تبادل كولا في جزر تروبرياند خلال الحرب العالمية الأولى. بدا أن تجارة كولا تشبه العطايا أو الهبات؛ لأن سكان الجزر كانوا يسافرون لمسافات طويلة عبر البحار الخطرة لإعطاء ما كان يعتبر أشياء ثمينة دون أي ضمان للعودة. ناظر مالينوفسكي مع عالم الأنثروبولوجيا الفرنسي مارسيل موس الذي اعترف على الفور بتعقيد «تبادل العطايا» وقدم سلسلة من المصطلحات الفنية مثل المعاملة بالمثل، والممتلكات غير القابلة للتصرف، والعرض التقديمي للتمييز بين أشكال التبادل المختلفة.
وفقًا لعالمي الأنثروبولوجيا، موريس بلوخ وجوناثان باري، فإن العلاقة غير المستقرة بين السوق والتبادل غير السوقي هي التي تجذب الانتباه. ويقال إن الاقتصاد المجاني، وجد لبناء المجتمعات، إلى جانب السوق الذي يعتبر قاسٍ على هذه العلاقات.
يتميز تبادل الهبات عن أشكال التبادل الأخرى بعدد من المبادئ، مثل شكل حقوق الملكية التي تحكم المواد المتبادلة، وما إذا كانت الهبة تشكل «مجال تبادل» متميز يمكن وصفه بأنه «نظام اقتصادي»، وطبيعة العلاقة الاجتماعية التي يخلقها تبادل الهبات. تختلف أيديولوجيات الهبة في المجتمعات ذات الطابع التجاري الكبير عن «خدمات» المجتمعات النموذجية ذات الطابع غير السوقي. يجب التمييز بين اقتصاد الهبة وعدة ظواهر ذات صلة، مثل أنظمة الملكية المشتركة وتبادل العمالة غير السلعية.

## مبادئ تبادل المنح
وفقًا لعالم الأنثروبولوجيا جوناثان باري، فإن مناقشة طبيعة الهبة، والمجال المنفصل لتبادل الهبات التي من شأنها أن تشكل نظامًا اقتصاديًا، قد فشلت بسبب الاستخدام العِرقي للمفهوم الغربي الحديث القائم على مجتمع السوق للهبة المطبقة كما لو أنها عالمية عبر الثقافات والتاريخ. ومع ذلك، يدعي جوناثان أن علماء الأنثروبولوجيا، من خلال تحليل مجموعة متنوعة من الأشكال الثقافية والتاريخية للتبادل، قد أثبتوا أنه لا توجد ممارسة عالمية. وقد أوضح تلخيصه الكلاسيكي لنقاش تبادل المنح أن أيديولوجيات «الهبة النقية» من المرجح أن تنشأ في مجتمعات متمايزة للغاية مع تقسيم متقدم للعمل ونشوء قطاع تجاري كبير «وتحتاج للتمييز عن القوانين غير السوقية». ووفقًا لما ذكره وين، فإن الحديث عن «اقتصاد المنح» في مجتمع غير سوقي يعني تجاهل السمات المميزة لعلاقات التبادل الخاصة بهم، كما أوضحه النقاش الكلاسيكي المبكر بين برونيسلاف مالينوفسكي ومارسيل موس. يكون «تبادل الهبات» غالبًا منخرطًا في المؤسسات السياسية أو العشائرية أو الدينية، لذا لا يشكل نظامًا «اقتصاديًا» بحد ذاته.

### الملكية وإمكانية نقلها
تقديم الهبة هو شكل من أشكال نقل حقوق الملكية بشأن أشياء معينة. تختلف طبيعة حقوق الملكية من مجتمع إلى آخر، ومن ثقافة إلى أخرى، لذا فهي غير عالمية. إذ تتغير طبيعة تقديم الهبة حسب نوع نظام الملكية المعمول به.
الملكية ليست مجرد شيء بل علاقة بين الناس حول الأشياء. وفقًا لكريس فإن الملكيةَ علاقةٌ اجتماعية تحكم سلوك الأشخاص فيما يتعلق باستخدام الأشياء والتصرف بها. يحلل علماء الأنثروبولوجيا هذه العلاقات عبر «مجموعة من الحقوق» للجهات الفاعلة (الفردية أو المؤسسية) بشأن الأشياء. مثال على ذلك النقاشات الحالية حول حقوق الملكية الفكرية. يقدم كل من هان وسترانغيلوف مثالًا عن كتاب مُشترى (شيء يمتلكه)، والذي يحتفظ فيه المؤلف «بحقوق الطبع والنشر». على الرغم من أن الكتاب سلعة تباع وتشترى، لا «تنقل ملكيته» تمامًا، إذ يكون صاحب الكتاب مقيدًا بما يمكنه فعله بالكتاب من خلال حقوق المبدع. جادل واينر بأن القدرة على العطاء مع الاحتفاظ بالحق في الهبة أو السلعة هي سمة أساسية لثقافة المنح التي وصفها مالينوفسكي وماوس، ويشرح مثلًا سبب عودة بعض الهبات مثل أشياء كولا الثمينة إلى مالكيها الأصليين بعد رحلة عجيبة حول جزر تروبرياند. ما تزال الهبة المقدمة في نظام تبادل كولا، في بعض النواحي، ملكًا للمانح. ما تزال مجرد ثقافة، وليست عالمية. لذا تتغير طبيعة تقديم الهبة حسب نوع نظام الملكية المعمول به.
في المثال المستخدم أعلاه، تعَد «حقوق الطبع والنشر» أحد الحقوق المجمعة التي تنظم استخدام الكتاب والتصرف به. يعتبر تقديم الهبة في العديد من المجتمعات أمرًا معقدًا؛ لأن «الملكية الخاصة» التي يملكها الفرد قد تكون محدودة جدًا. قد يحتفظ أعضاء في مجموعة شركات (مثل النسب) بالموارد الإنتاجية، مثل الأرض، ولكن بعض أعضاء هذه المجموعة فقط قد يكون لهم «حقوق استخدام». عندما يحمل الكثير من الأشخاص حقوقًا على نفس الأشياء، يكون لمنحهم آثارًا مختلفة تمامًا عن منح الملكية الخاصة، قد تُنقل بعض الحقوق في هذا الشيء فقط، ما يترك هذا الشيء مرتبطًا بمالكي الشركات. تشير أنيت وينر -عالمة الأنثروبولوجيا- إلى هذه الأنواع من الأشياء بأنها «ممتلكات غير قابلة للتصرف» وإلى العملية باسم «المحافظة أثناء المنح».

### المنحة مقابل الخدمات
أصبحت دراسة مالينوفسكي لتبادل كولا موضع نقاش مع عالم الأنثروبولوجيا الفرنسي، مارسيل موس، مؤلف كتاب «الهبة» (إيسي سور لو دون، 1925) من وجهة نظر باري، ركز مالينوفسكي على تبادل السلع بين الأفراد، ودوافعهم غير الإيثارية لإعطاء الهبات: كانوا يتوقعون مقابلًا بقيمة مساوية أو أكبر. صرح مالينوفسكي أن المعاملة بالمثل هي جزء ضمني من الهبة، وادعى أنه لا يوجد شيء مثل «الهبة المجانية» المقدمة دون توقع شيء بالمقابل.
بالمقابل، أكد موس على أن الهبات لم تكن بين الأفراد، بل بين ممثلي المجموعات الأكبر. وقال إن هذه الهبات كانت «خدمات كلية». الخدمات هي خدمة مقدمة بدافع الإحساس بالالتزام، مثل «خدمة المجتمع». لم تكن السلع بسيطة قابلة للبيع أو الشراء، بل كانت تمامًا كجواهر التاج، تجسّد انتماء وتاريخ سلالة من المؤسسات وتاريخها، كما يختزل التاج تاريخ سلالة الملوك. بالنظر إلى المخاطر، سأل موس: «لماذا قد يفتح لهم أحد المجال؟» كانت إجابته مفهومًا غامضًا، «روح الهبة». يعتقد باري أن جزءًا كبير من الارتباك (والنقاش الناتج عنه) يرجع إلى ترجمة سيئة. يبدو أن موس كان يجادل بأن الهبة الراجعة تعطى للحفاظ على العلاقة بين مقدمي الرعاية على قيد الحياة، والفشل في إرجاع الهبة (اي الهدية) الذي ينهي العلاقة والوعد بأي منح في المستقبل.
اتفق كلا مالينوفسكي وموس على أنه في المجتمعات غير السوقية، إذ لا يوجد نظام مؤسسي واضح للتبادل الاقتصادي، يخدم تبادل الهبات أو الهدايا والخدمات الوظائف الاقتصادية والعشائرية والدينية والسياسية التي لا يمكن تمييزها بوضوح عن بعضها البعض، والتي تؤثر بشكل متبادل على طبيعة الممارسة.

### الممتلكات غير القابلة للتصرف
تطور مفهوم موس حول «الخدمات الكلية» من قبل أنيت وينر، التي عاودت زيارة موقع حقل مالينوفسكي في جزر تروبرياند. كان نقدها من شقين: أولًا، مجتمع جزيرة تروبرياند أخوالي متعلق بقرابة الأم، والمرأة تملك قيمة كبيرة من القوة الاقتصادية والسياسية. تم تجاهل التبادلات من قبل مالينوفسكي. ثانيًا، طورت حجة ماوس حول المعاملة بالمثل و«روح الهدية من ناحية «الممتلكات غير القابلة للتصرف: المفارقة في المحافظة أثناء المنح».